# Whatever Gets You thru the Night
〈Whatever Gets You Thru the Night〉는 존 레논의 노래다. 1974년 애플 레코드를 통해 미국에서 애플 1874(Apple 1874)로서 싱글 출시, 영국에서 애플 R5998(Apple R5998)로서 싱글 출시되었다.
성적은 빌보트 핫 100, 캐쉬박스 톱 100 동시 1위 및 영국 싱글 차트 36위이다.
본곡은 미국에 있어서는 음반 《Walls and Bridges》의 리드 싱글이었다. 단 영국에서는 음반과 싱글 모두 동일에 출시되었다. 캐나다로 말하자면 2주간 2위를 했으며, 이 기록은 당국에 있어서 1974년의 30번째로 히트한 곡이다.
본곡의 가사는 텔레비전의 심야방송에서 영향받은 것이다. 2005년 12월 메이 팡이 《라디오 타임즈》에서 회고하되, "그이가 말이지요, 매일 밤마다 채널을 요리조리 돌려가며 보던 것을 어찌 좋아하던지. 또 방송에서 하는 말을 또 얼마나 잘 주워섬기던지요. 그때가 이케 목사가 출연했던 날이었든가, 그 왜 유명한 흑인전도사 있지 않아요. 그 사람 하는 말이 "제가 한 마디 올리겠습니다. 별거 없습니다. 좌우지간 이 밤만 어떻게든 넘어 보십시다(Let me tell you guys, it doesn't matter, it's whatever gets you through the night)". 존이 이 말을 기꺼워 하면서 "잊어먹기 전에 어디다가 적어 둬야 겠다." 했어요. 그이 침대 주위에는 공책이며 펜이 없든 때가 없거든요. 'Whatever Gets You Thru the Night'는 이런 경위로 탄생했던 거죠." 했다.